# 유엔 개발 원조 프레임워크
유엔 개발 원조 프레임워크 (United Nations Development Action Framework, UNDAF)는 각국 정부와 유엔 각국 사무소(팀) 간 각국의 개발 목표를 설정하기 위한 행동 강령 및 전략을 묘사하는 과정 및 문서를 가리킨다. 정부가 동의한 유엔 기관의 책임 한계, 활동 및 성과 등에 대해 명시하고 있다. UNDAF라고도 불리며 유엔이 각국 수준에서 역할할 수 있는 강점을 파악할 수 있게 한다. 3년 단위로 운영되며 다각적 검토를 거쳐 이뤄진다.